# Alfmeier Präzision
Alfmeier Präzision ist ein Automobilzulieferer mit Sitz im mittelfränkischen Treuchtlingen. Das Unternehmen entwickelt und produziert Produkte in den Bereichen Flüssigkeitsmanagement und Sitzsysteme. Hierzu zählen beispielsweise Module zur Be- und Entlüftung von Kraftstofftanks, Bremsrückschlagventile und Aktoren für den Einsatz im Motorraum sowie Verstelleinrichtungen und Massagesysteme für Fahrzeugsitze.
Die Alfmeier Präzision SE geht auf die Walter Alfmeier KG zurück, die 1960 gegründet wurde. Bereits 1978 wurde das Unternehmen von Hans Gebhardt übernommen. Alfmeier Präzision unterhält mehrere Produktions- und Entwicklungsstandorte in Europa, Amerika und Asien und beschäftigt über 2.000 Mitarbeiter.